# زريبة أحادية

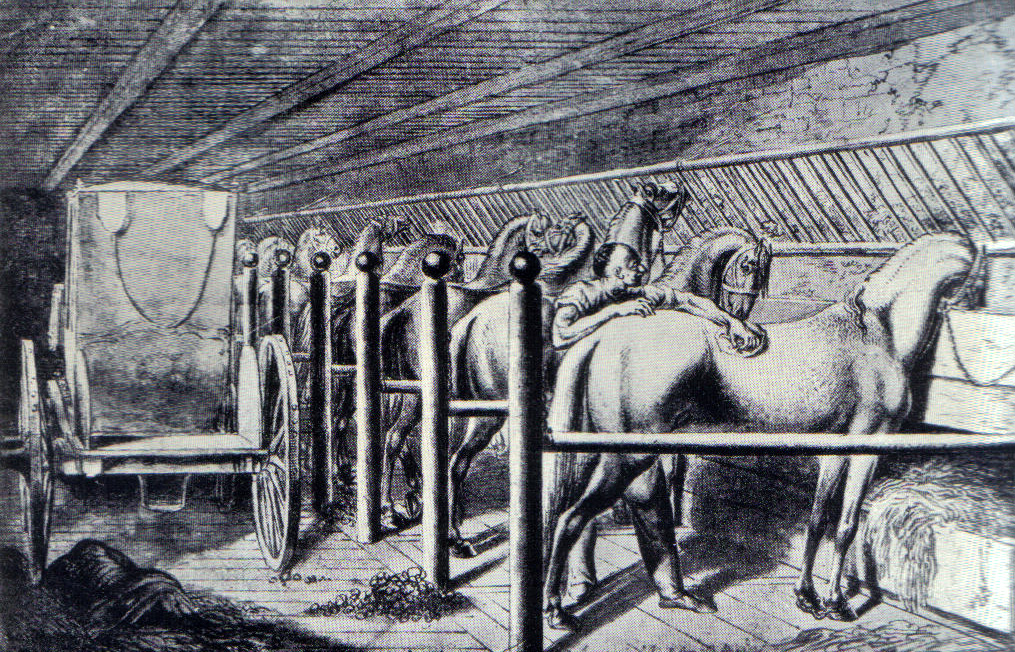

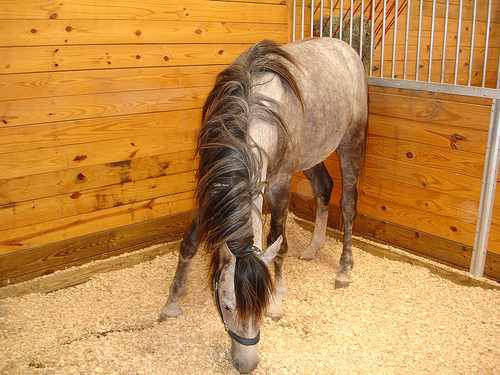

الزريبة الأحادية زريبة مربعة يوضع فيها عادة حيوان واحدٌ كالفرس.